# 氣候組織
氣候組織是一個非盈利組織，致力於與企業和政府合作應對氣候變化。 該集團的計畫專注於可再生能源和減少温室氣體排放。
該組織成立於2004年，業務遍佈全球，在英國（總部）、美國和印度設有辦事處。氣候組織作為Under2 聯盟(低2度聯盟)的祕書處，該聯盟由世界各地的州和地方政府组成，致力於到 2050 年將温室氣體排放量減少到淨零水平。  截至 2022 年，Under2 聯盟已匯聚了 270 多個政府，代表著 17.5 億人口和 50% 的世界經濟。   
氣候組織的商業倡議是“我們的商業聯盟”的一部分，旨在擴大企業對可再生能源、能源生產力和電力運輸的需求，並計畫通過該倡議加速向零排放經濟的轉型，同時幫助企業減少碳足跡。
氣候組織於 2003 年發起，由前首席執行官兼聯合創始人史蒂夫·霍華德 、前首席營運官吉姆·沃克和前通訊主管艾莉森·盧卡斯於 2004 年共同創立。由洛克菲勒兄弟基金會主導的研究發展而來，旨在鼓勵更多大公司和地方政府採取行動應對氣候變化。公司或政府要加入必須簽署該組織的領導原則。英國前首相東尼·布萊爾自氣候組織成立以來一直支持該組織，並出席了許多活動。
氣候組織中的國家和地區間的國際網絡包括許多著名的地方政府領導人，他們曾經或正在參與開發可再生能源和減少温室氣體排放的政策工作。 其中包括蘇格蘭首席大臣亞歷克斯·薩孟德、威爾士首席大臣卡温·瓊斯、摩納哥親王阿爾伯特、前美國加州州长阿諾·史瓦辛格、前加拿大緬尼托巴省省長加里·杜爾、前加拿大魁北克省省長莊社理、前南澳大利亞州省長麥克·朗和普瓦圖-夏朗德主席塞格琳·賀雅爾。連續幾年，史瓦辛格、莊社理和薩孟德分别獲得了：氣候組織聯合主席麥克·朗頒發的國際氣候領導力獎。 
2011年，前副首席執行官馬克·肯伯 (Mark Kenber) 接替史蒂夫·霍華德 (Steve Howard) 擔任首席執行官。 於2016年辭去該職務。
2017年，海倫·克拉克森 (Helen Clarkson) 成為首席執行官。 </link>

## 資金
氣候組織表示，其運作獨立於任何企業和政府實體。通過多種收入來源去資助其運作。該組織於2004年成立，主要得到慈善組織的支持，包括洛克菲勒兄弟基金會、多恩基金會、麥克阿瑟基金會以及埃斯梅費爾貝恩基金會。該組織2007-2008年度報告顯示，當時其75%以上的資金來自慈善捐款、基金會和其他非政府組織，以及現已停止營運的慈善組織匯豐氣候伙伴關係。

## 外部連結
1. ↑  Hannam, Peter. . The Sydney Morning Herald. 2015-02-01  [2018-09-10]. （原始内容存档于2024-04-20） （英语）.
2. ↑  Makower, Joel. . GreenBiz. 2018-09-04  [2018-09-10] （英语）.
3. ↑  . Curbed.   [2018-09-10].
4. ↑  White, Randol. .   [2018-09-10]. （原始内容存档于2024-08-27）.
5. ↑  Ramanathan, David G. Victor and Veerabhadran. . Brookings. 2018-09-10  [2018-09-10]. （原始内容存档于2021-12-24） （美国英语）.
6. ↑  . Climate Group.   [2022-10-09]. （原始内容存档于2024-08-22） （英语）.
7. ↑  . Nytimes.com.   [17 November 2014]. （原始内容存档于2018-10-03）.
8. ↑  Sir Richard Branson Low Carbon Innovation and Leadership （页面存档备份，存于）, Virgin Group website, April 2014, Retrieved 3 January 2019
9. ↑  . Theclimategroup.com.   [17 November 2014]. （原始内容存档于2024-09-18）.
10. ↑  . Scotland.gov.uk.   [17 November 2014]. （原始内容存档于2008-05-16）.
11. ↑  . 3 June 2011  [3 October 2018]. （原始内容存档于3 June 2011）.
12. ↑   (PDF). Theclimategroup.org.[]